# Владимир Симић
Владимир Симић (Врање, 27. децембар 1894 — Београд, 21. децембар 1974) био је друштвено-политички радник СФР Југославије и јунак социјалистичког рада. У периоду од 1946. до 1953. обављао је дужност председника Савезног већа Народне скупштине ФНРЈ.

## Биографија
Пре Првог светског рата је припадао југословенској револуционарној омладини, а сарађивао је и у листу Препород. Године 1920. дипломирао је на Правном факултету у Београду. Исте године био је један од потписника Декларације начела Југословенске републиканске странке. Био је члан Извршног одбора, а касније генерални секретар ове странке.
До почетка Другог светског рата, радио је као адвокат у Београду, а од 1934. до 1941. године био је председник Адвокатске коморе у Београду. Као адвокат, више пута је пред судовима Краљевине Југославије, као и Државном суду за заштиту државе, бранио оптужене чланове тада илегалне Комунистичке партије Југославије (КПЈ).
За време окупације Југославије, налазио се у заробљеништву у Немачкој, где се активно определио за Народноослободилачки покрет (НОП). Након повратка у земљу, као генерални секретар Југословенске републиканске странке активно се залагао за њено прикључивање Јединственом народноослободилачком фронту (ЈНОФ).
На изборима за Уставотворну скупштину ДФЈ, новембра 1945. био је изабран за народног посланика, а 1. децембра 1945. за председника Савезне скупштине Уставотворне скупштине ФНРЈ. Након проглашења Устава ФНРЈ, јануара 1946. постао је председник Савезног већа Народне скупштине ФНРЈ. Ову функцију обављао је до децембра 1953, када је постао потпредседник Савезне народне скупштине. Године 1946. био је члан југословенске делегације на мировоној конференцији у Паризу, а касније члан Комисије Уједињених нација за Палестину.
Од 1963. до 1967. биран је за судију Уставног суда Југославије. Налазио се на дужностима — председника Савеза удружења за Уједињене нације у Југославији, председника југословенске групе Интерпарламентарне уније и председник Савеза удружења правнике Југославије, где је биран за доживотног почасног председника. Биран је за члана Савезног одбора Социјалистичког савеза радног народа Југославије (ССРНЈ) и члана Савета федерације.
У периоду пре и после Другог светског рата објавио је велики број чланака и расправа о правној, политичкој и друштвеној проблематици у југословенским и страним листовима и часописима. Написао је дела — Идеолошки фронтови, Изборно право и др.
Умро је 1974. године у Београду.
Одликован је са неколико југословенских одликовања, међу којима су — Орден југословенске звезде са лентом, Орден заслуга за народ првог реда, Орден братства и јединства првог реда и др. Орденом јунака социјалистичког рада одликован је 1959. године.